# 立石義雄
立石義雄（日语：／ Tateishi Yoshio，1939年11月1日—2020年4月21日），日本實業家，是歐姆龍創辦人立石一真的三子。曾任同公司代表取締役社長、代表取締役会長，京都商工会議所会頭，日本商工会議所副会頭等職。

## 生平
出身於大阪府大阪市西淀川区野里，是立石一真的第三個兒子。1958年，從同志社高等学校高中畢業；1962年，從同志社大學經濟學部大學畢業。
1963年，進入立石電機（現：歐姆龍），逐漸累積職歷。1987年，就任代表取締役社長，接替兄長立石孝雄。考慮到「公司不是創辦人的私物」，1990年，將公司名由創辦人姓氏冠名的「立石電機」改為「歐姆龍」。
就任社長的16年間，透過導入分公司制，積極開拓海外市場，令海外銷售收入達至出任社長前的約4倍，日本国内外總銷售收入增長至1.9倍。期間推動車站自動閘機及銀行自動櫃員機（ATM）的產業化與普及，對日本社会產生不少影響。由於有上述業績，他又被称為公司的中興之祖。
2003年，將社長職務讓給作田久男，退至会長職務，是首次有不屬於創始人家族者就任社長。就任歐姆龍会長後，致力於支援初創企業、中小企業，並支持「關西文化學術研究都市」（京阪奈学研都市）的發展。
2020年4月2日開始發燒，5日在医療機構診断為肺炎，入院。6日，京都商工会議所公布他感染新型冠狀病毒。21日0時27分，因新型冠狀病毒感染症，在京都市内的醫院去世，終年80歲。

## 簡歷
- 1939年 - 出生於大阪府[1]。
- 1958年 - 畢業於同志社高等学校[2]。
- 1962年 - 畢業於同志社大学經濟學部[3]。
- 1963年 - 進入立石電機[3]。
- 1973年 - 立石電機取締役[3]。
- 1976年 - 立石電機常務[3]。
- 1980年 - 立石電機營業、PR、廣報担当[3]。
- 1983年 - 立石電機制御機器事業本部事業本部長[3]。
- 1983年 - 立石電機專務[3]。
- 1987年 - 立石電機社長[3]。
- 1990年 - 將公司名由「立石電機」改為「歐姆龍」[5]。
- 2003年 - 歐姆龍会長[3]。
- 2004年 - 国際高等研究所理事長[5]。
- 2006年 - 日本国際貿易促進協会京都總局会長[5]。
- 2006年 - 日本国際貿易促進協会副会長[5]。
- 2007年 - 京都商工会議所会頭。
- 2007年 - 日本商工会議所副会頭[5]。
- 2011年 - 歐姆龍名誉会長[4]。
- 2017年 - 京都傳統伎藝振興財團理事長[5]。
- 2020年3月 - 不再擔任京都商工会議所会頭[5]。
- 2020年4月21日 - 去世。

## 家族
立石家
立石家族創辦歐姆龍，血親及姻親中有不少實業家。由於家族中公眾人物較多，以下僅列出屬於立石義雄親屬的公眾人物。
- 父：一真（歐姆龍前身立石電機的創辦人）
- 兄
  - 孝雄（歐姆龍会長）
  - 信雄（歐姆龍会長）
- 弟
  - 忠雄（歐姆龍副社長）
  - 文雄（歐姆龍会長）

親戚
- 義弟：增田英樹（歐姆龍副社長）